# Movimento browniano geométrico

Dois caminhos de exemplo do movimento Browniano geométrico, com parâmetros diferentes. A linha azul tem maior deriva, a linha verde tem maior variância.

Um movimento browniano geométrico (MBG) (também conhecido como movimento geométrico browniano e movimento browniano exponencial) é um  processo estocástico de tempo contínuo no qual o logaritmo da quantidade aleatoriamente variável segue um movimento browniano (também chamado de processo de Wiener), com deriva estocástica. É um exemplo importante de processos estocásticos que satisfazem uma equação diferencial estocástica (EDE); em particular, é usado em matemática financeira para o modelar os preços das ações no modelo Black–Scholes.

## Definição formal
Um processo estocástico St é dito seguir um MBG se ele satisfaz a seguinte equação diferencial estocástica (EDE):
{\displaystyle dS_{t}=\mu S_{t}\,dt+\sigma S_{t}\,dW_{t}}
onde {\displaystyle W_{t}} é um processo de Wiener ou movimento Browniano, e {\displaystyle \mu } ("percentage drift" ou "percentagem de deriva") e {\displaystyle \sigma } ("percentage volatility" ou "percentagem de volatilidade") são constantes.
O primeiro é utilizado para modelar tendências determinísticas, enquanto o último termo é muitas vezes usado para modelar um conjunto de eventos imprevisíveis que ocorrem durante este movimento.

## Solução da EDE
Para um valor arbitrário inicial S0 a EDE possui uma solução analítica (sob o cálculo de Itō):
{\displaystyle S_{t}=S_{0}\exp \left(\left(\mu -{\frac {\sigma ^{2}}{2}}\right)t+\sigma W_{t}\right)}.
Para chegar a essa fórmula, dividiremos a EDE, por {\displaystyle S_{t}} a fim de que nossa variável aleatória escolhida tenha apenas um lado. A partir daí podemos escrever a equação anterior na forma da integral de Itō:
{\displaystyle \int _{0}^{t}{\frac {dS_{t}}{S_{t}}}=\mu \,t+\sigma \,W_{t}\,,\qquad {\text{assumindo que }}W_{0}=0\,}.
Claro, {\displaystyle {\frac {dS_{t}}{S_{t}}}} aparenta ser relacionado à derivada de {\displaystyle \ln S_{t}}. No entanto, {\displaystyle S_{t}} é um processo de Itō que requer o uso do cálculo de Itō. A aplicação da fórmula de Itō leva a:
{\displaystyle d(\ln S_{t})={\frac {dS_{t}}{S_{t}}}-{\frac {1}{2}}\,{\frac {1}{S_{t}^{2}}}\,dS_{t}dS_{t}}
onde {\displaystyle dS_{t}dS_{t}} é a variação quadrática da EDE. Isso também pode ser escrito como {\displaystyle d[S]_{t}} ou {\displaystyle \left\langle S_{.}\right\rangle _{t}\,}. Neste caso, temos:
{\displaystyle dS_{t}dS_{t}\,=\,\sigma ^{2}\,S_{t}^{2}\,dt}.
Substituindo o valor de {\displaystyle dS_{t}} na equação acima e simplificando obtemosː
{\displaystyle \ln {\frac {S_{t}}{S_{0}}}=\left(\mu -{\frac {\sigma ^{2}}{2}}\,\right)t+\sigma W_{t}\,}.
Tomando a exponencial e multiplicando ambos os lados por {\displaystyle S_{0}} dá a solução reivindicada acima.

## Propriedades
A solução acima {\displaystyle S_{t}} (para qualquer valor de t) é uma variável aleatória com distribuição log-normal com valor esperado e variância dada porː
{\displaystyle \mathbb {E} (S_{t})=S_{0}e^{\mu t}},
{\displaystyle \operatorname {Var} (S_{t})=S_{0}^{2}e^{2\mu t}\left(e^{\sigma ^{2}t}-1\right)},
isto é a função de densidade de probabilidade de uma St é:
{\displaystyle f_{S_{t}}(s;\mu ,\sigma ,t)={\frac {1}{\sqrt {2\pi }}}\,{\frac {1}{s\sigma {\sqrt {t}}}}\,\exp \left(-{\frac {\left(\ln s-\ln S_{0}-\left(\mu -{\frac {1}{2}}\sigma ^{2}\right)t\right)^{2}}{2\sigma ^{2}t}}\right)}.
Quando se derivam outras propriedades do MBG, pode-se fazer uso da EDE de que o MBG é a solução, ou a solução explícita dada acima pode ser utilizada. Por exemplo, considere o processo estocástico de log(St). Este é um interessante processo, porque no modelo de Black–Scholes ela está relacionada com o log-retorno do preço das ações. Usando o cálculo de Itō com f(S) = log(S) dáː
{\displaystyle {\begin{alignedat}{2}d\log(S)&=f^{\prime }(S)\,dS+{\frac {1}{2}}f^{\prime \prime }(S)S^{2}\sigma ^{2}\,dt\\&={\frac {1}{S}}\left(\sigma S\,dW_{t}+\mu S\,dt\right)-{\frac {1}{2}}\sigma ^{2}\,dt\\&=\sigma \,dW_{t}+(\mu -\sigma ^{2}/2)\,dt.\end{alignedat}}}
Segue-se que {\displaystyle \mathbb {E} \log(S_{t})=\log(S_{0})+(\mu -\sigma ^{2}/2)t}.
Este resultado também pode ser obtido aplicando-se o logaritmo para a solução explícita do MBG:
{\displaystyle {\begin{alignedat}{2}\log(S_{t})&=\log \left(S_{0}\exp \left(\left(\mu -{\frac {\sigma ^{2}}{2}}\right)t+\sigma W_{t}\right)\right)\\&=\log(S_{0})+\left(\mu -{\frac {\sigma ^{2}}{2}}\right)t+\sigma W_{t}.\end{alignedat}}}
Tomando a expectativa produz o mesmo resultado acima: {\displaystyle \mathbb {E} \log(S_{t})=\log(S_{0})+(\mu -\sigma ^{2}/2)t}.

## Versão multivariada
O MBG pode ser estendido para o caso em que há múltiplos caminhos de preços correlacionados.
Cada trajetória de preço segue o processo subjacente
{\displaystyle dS_{t}^{i}=\mu _{i}S_{t}^{i}\,dt+\sigma _{i}S_{t}^{i}\,dW_{t}^{i}},
Onde os processos de Wiener estão correlacionados de modo que {\displaystyle \mathbb {E} (dW_{t}^{i}dW_{t}^{j})=\rho _{i,j}dt} onde {\displaystyle \rho _{i,i}=1}.
Para o caso multivariado, isso implica que
{\displaystyle \mathrm {Cov} (S_{t}^{i},S_{t}^{j})=S_{0}^{i}S_{0}^{j}e^{(\mu _{i}+\mu _{j})t}\left(e^{\rho _{i,j}\sigma _{i}\sigma _{j}t}-1\right)}.

## Uso em finanças
O movimento geométrico browniano é usado para modelar os preços das ações no modelo Black-Scholes e é o modelo mais utilizado no comportamento do preço das ações.
Alguns dos argumentos para usar o MBG para modelar os preços das ações são:
- Os retornos esperados do MBG são independentes do valor do processo (preço das ações), o que está de acordo com o que seria esperado na realidade.[3]
- O MBG só assume valores positivos, assim como os preços das ações reais.
- O MBG mostra o mesmo tipo de "rugosidade" em seus caminhos como vemos nos preços das ações reais.
- Cálculos com MBG são relativamente fáceis.

No entanto, MBG não é um modelo completamente realista, em particular, fica aquém da realidade nos seguintes pontos:
- Nos preços das ações reais, a volatilidade muda ao longo do tempo (possivelmente estocasticamente), mas no MBG, a volatilidade é assumida constante.
- Na vida real, os preços das ações geralmente mostram saltos causados por eventos ou notícias imprevisíveis, mas no MBG, o caminho é contínuo (sem descontinuidade).

## Extensões
Em uma tentativa de fazer o MBG mais realista, como um modelo para os preços das ações, pode-se descartar a suposição de que a volatilidade ({\displaystyle \sigma }) é constante. Se partirmos do princípio de que a volatilidade é uma função determinística do preço das ações e do tempo, isso é chamado de modelo de volatilidade local. Se, em vez disso, assumimos que a volatilidade tem uma aleatoriedade própria — muitas vezes descrita por uma equação diferente, impulsionado por um Movimento Browniano diferente — o modelo é chamado de  modelo de volatilidade estocástica.